# Joko Widodo
Joko Widodo („Jokowi”) (în javaneză Hanacaraka:ꦗꦑ꧈ꦮꦶꦢꦢ ;în O Jawa - Jaka Widada,în Jawa Latin: Jåkå Widådå, născut în 21 iunie 1961) este un om politic indonezian, președintele Indoneziei începând de la 20 octombrie 2014. Reprezentant al Partidului Democrat Indonezian al Luptei PDI-P (condus de fosta președintă a Indoneziei,Megawati Sukarnoputri) Joko Widodo este primul președinte al Indoneziei care nu s-a ridicat din vechea elită politică a țării și nu a fost general în armată.   
În trecut a îndeplinit funcțiile de primar al Surakartei (2005-2012) și guvernator al Jakartei
Victoria sa de la 20 septembrie 2012 în alegerile pentru postul de guvernator al capitalei Jakarta a fost interpretată ca reflectând votul popular pentru lideri „noi” și necompromiși și nemulțumirea față de stilul politicii „vechi” din Indonezia.
La 14 martie a fost ales de Partidul Democrat Indonezian al Luptei PDI-P pentru a candida la președinția țării. Alegerile s-au ținut la 9 iulie 2014 iar rezultatul lor s-a anunțat la 22 iulie. Comisia electorală a stabilit ca el a obținut mai mult de 53% din voturi, învingându-l pe generalul în rezervă Probowo Subianto, fost ginere al președintelui Suharto si co-fondator al partidului Gerindra. Acesta din urmă a contestat rezultatele preliminare anunșate și înainte de terminarea numărătoarei voturilor a decis să se retragă din competiție.
Victoria lui Widodo, comparat uneori cu Barack Obama, a trezit multe speranțe pentru intrarea Indoneziei într-o noua eră.În 2019  a fost reales, învingându-l din nou pe Probowo Subianto cu 85 milioane de voturi în facoarea sa (55.50%) contra 68 milioane (44.50%) în favoarea lui Prabowo. Tabara rivala a lansat un val de proteste si tulburari care s-au soldat cu opt morți și peste 600 răniți. Echipa electorală a lui Prabowo a apelat la Curtea Constituțională sub pretextul de alegeri frauduloase, dar apelul ei a fost respins.  

## Biografie
Widodo s-a născut în 1961 în orașul Surakarta din centrul insulei Jawa în familia unui dulgher. Din pricina stării materiale precare a părinților, a crescut în niște barăci construite ilegal pe malul râului Solo, sub amenințarea inundațiilor, și a trebuit din copilărie să muncească pentru a-și câștiga existența, ca vânzător ambulant și hamal. Mai apoi a învățat de la tatăl său meșteșugul tâmplăriei și a confecționat pentru vânzare de suveniruri de lemn, iar mai târziu piese de mobilă. 
În 1985 a terminat la Universitatea Gadja Madah studii de inginerie forestieră. Pentru o scurtă vreme a lucrat într-o întreprindere de stat de prelucrarea lemnului si fabricarea pastei de hârtie în regiunea Aceh din nordul Sumatrei, apoi a deschis o firmă proprie în acest domeniu. La începutul anilor 2000 a condus o firmă importantă de industria mobilei. S-a distins ca exportator de mobilă și a condus filiala locală a Asociației indoneziene a fabricanților de mobilă.

## Președinția

### Politica internă
Deși avea reputația de religios moderat, a surprins pe mulți când l-a ales ca partener candidat la funcția de vicepreședinte pe imamul Ma'ruf Amin. El a vrut să-și asigure prin aceasta voturile populației musulmane conservatoare, dar cu riscul de pierde sprijinul în rândurile votanților mai tineri și liberali.  
Joko Widodo a scos în afara legii câteva organizații islamiste care prezentau o amenințare teroristă, precum Hizb ut-Tahrir. In revansa, aceste grupe l-au denunțat pentru ceea ce au definit ca „influența crescânda a comunismului” și „pericol roșu”.
El a permis pentru prima dată o dezbatere publică asupra masacrelor anticomuniste care au urmat loviturii de stat din 1965. Aceasta initiativa a declansat proteste din parte armatei și poliției.
În 2023 el a recunoscut ca in numele statului indonezian s-au comis o serie de crime, intre care masacrele din 1965, dispariția în 1997-1998 a unor militanți pro-democrație, deschiderea focului impotriva unor demonstranți, si fărădelegi împotriva populatiei civile si a militantilor pentru independență din Aceh, Timorul de Est și Papua.  
El a anunțat restabilirea cetățeniei indoneziene pentru indonezienii exilați în străinătate după masacrele din 1965. În același timp, rarele proceduri judiciare angajate împotriva unor polițiști sau militari acuzați de crime au dus la achitări sistematice, in vreme ce establishmentul militar și polițist continuă să exercite o puternică influență asupra vieții politice și instituționale a țării. 
În timpul președinției sale, până în aprilie 2015, în ciuda protestelor diverselor guverne străine, Indonezia a procedat la execuția a 14 pedepse cu moartea, majoritatea sub acuzația de trafic de droguri, între altele, contra unor cetățeni ai Australiei, Braziliei și Nigeriei.
În august 2019 Widodo a lansat proiectul de tranfer al capitalei administrative a țării de la Jakarta intr-o arie de păduri de circa 180000 hectare aflată în proprietatea guvernului, lângă orașele Balikpapan si Samarinda, între districtele Penajam Paser și Kutai Kertanegara, în  provincia Kalimantanul Oriental din insula Borneo.